# Phycitimorpha stigmatica
Phycitimorpha stigmatica är en fjärilsart som beskrevs av Antonius Johannes Theodorus Janse 1920. Phycitimorpha stigmatica ingår i släktet Phycitimorpha och familjen tandspinnare. Inga underarter finns listade i Catalogue of Life.